# 石川光元
石川 光元（いしかわ みつもと）は、安土桃山時代の武将、大名。豊臣家の譜代家臣。豊臣政権の官僚の1人として活動した。

## 略歴
石川光重の子。豊臣秀吉につかえ、馬廻組頭。兄弟には諸説ある。（別項を参照）
天正5年（1577年）、1万石を与えられ、播磨鶏籠山城（龍野城の側にある山上の赤松氏の城）の城主とされる。
天正18年（1590年）、小田原の役に600騎を率いて馬廻衆として従軍し、文禄元年（1593年）の文禄の役では肥前名護屋城に、三ノ丸御番衆の御馬廻組として駐屯した。また、年次は分からないが、唐入奉行（船奉行）の1人として、小早川隆景の家臣堅田元慶に秀吉の命令を伝え、五百石船を250隻建造することと土佐での資材調達を指示している。
文禄4年（1595年）正月、秀吉の草津湯治で、木下与右衛門と共に福島宿を警固した。同年、龍野城主の小出吉政が但馬国に移封された後、龍野は太閤蔵入地となり、その代官を務めた。龍野城城番。同年11月2日、従五位下紀州守に叙任される。
この頃、5万石の知行で代官および美濃金山城（鏡山城）城主。
慶長3年（1598年）8月の秀吉の死で、遺物黄金15枚を受領。同年、美濃より移り、龍野城主となる。5万3,000石の知行。
慶長5年（1600年）の関ヶ原の戦いでは西軍に属して改易され、領地を失ったが、藤堂高虎のとりなしにより助命された。龍野城は播磨一国を与えられた池田輝政のものとなり、その家老荒尾但馬守・菅原高就・池田河内守が城代となった。
慶長6年（1601年）6月19日没。墓所は妙心寺大雄院で、同院には石川光元像（非公開）がある。

### 子孫
石清水八幡宮志水氏の娘であるお亀の方を側室として光忠をもうけたが、正室浅井氏が清平を産んだことにより、お家騒動となりお亀の方は程なく実家に帰された。その後にお亀の方は奥勤めに入り、徳川家康に見初められて側室となり、松平仙千代、尾張藩主・徳川義直を産む。この縁により、義直の異父兄である光忠は、家康によって召し抱えられて尾張藩の付家老とされ、1万3百石の重臣となった。一族は代々、美濃国駒塚城主（石河邸、石河陣屋）となる。